# Yüceldi
Yüceldi ist ein Dorf (Köy) im Landkreis Hozat der türkischen Provinz Tunceli. Im Jahr 2011 zählte Yüceldi 2 Einwohner.